# Nadia Battocletti
Nadia Battocletti (Cles, 12 de abril de 2000) es una deportista italiana que compite en atletismo, especialista en las carreras de fondo y de campo a través.
Participó en dos Juegos Olímpicos de Verano, obteniendo una medalla de plata en París 2024, en la prueba de 10 000 m, y el séptimo lugar en Tokio 2020, en los 5000 m.
En los Juegos Europeos de Cracovia 2023 consiguió una medalla de plata en la prueba de 5000 m. Ganó dos medallas de oro en el Campeonato Europeo de Atletismo de 2024 y dos medallas de oro en el Campeonato Europeo de Atletismo en Ruta de 2025.
En la modalidad de campo a través, obtuvo tres medallas en el Campeonato Europeo de Campo a Través, en los años 2023 y 2024.
Es hija de madre marroquí y padre italiano. Estudió el grado de Arquitectura e Ingeniería de la Construcción en la Universidad de Trento.

## Palmarés internacional
| Juegos Olímpicos           | Juegos Olímpicos           | Juegos Olímpicos | Juegos Olímpicos |
| Año                        | Lugar                      | Medalla          | Prueba           |
| -------------------------- | -------------------------- | ---------------- | ---------------- |
| 2024                       | París (Francia)            | Medalla de plata | 10 000 m         |
| Juegos Europeos            |                            |                  |                  |
| Año                        | Lugar                      | Medalla          | Prueba           |
| 2023                       | Chorzów (Polonia)          | Medalla de plata | 5000 m           |
| Campeonato Europeo         |                            |                  |                  |
| Año                        | Lugar                      | Medalla          | Prueba           |
| 2024                       | Roma (Italia)              | Medalla de oro   | 5000 m           |
| 2024                       | Roma (Italia)              | Medalla de oro   | 10 000 m         |
| Campeonato Europeo en Ruta |                            |                  |                  |
| Año                        | Lugar                      | Medalla          | Prueba           |
| 2025                       | Bruselas/Lovaina (Bélgica) | Medalla de oro   | 10 km            |
| 2025                       | Bruselas/Lovaina (Bélgica) | Medalla de oro   | 10 km por equipo |

| Campeonato Europeo | Campeonato Europeo | Campeonato Europeo | Campeonato Europeo |
| Año                | Lugar              | Medalla            | Prueba             |
| ------------------ | ------------------ | ------------------ | ------------------ |
| 2023               | Bruselas (Bélgica) | Medalla de plata   | Individual         |
| 2024               | Antalya (Turquía)  | Medalla de oro     | Individual         |
| 2024               | Antalya (Turquía)  | Medalla de oro     | Equipo             |